# Little Oakley
Little Oakley är en by och en civil parish i Tendring i Essex i England. Orten har 1 294 invånare (2001). Byn nämndes i Domedagsboken (Domesday Book) år 1086, och kallades då Accleia / Aclem.